# 대니 리차
대니 아담 리차(Danny Adam Richar, 1983년 6월 9일 ~ )는 도미니카 공화국의 전 야구 선수이다. 메이저 리그에서는 총 3시즌 동안 시카고 화이트삭스와 신시내티 레즈에서 2루수로 뛰었다. 통산 메이저 리그 기록은 타율 .229, 6홈런, 18타점이다.